# Exemestane
Exemestane, được bán dưới tên Aromasin cùng những loại khác, là một loại thuốc dùng để điều trị ung thư vú. Nó là một thành viên của nhóm thuốc chống ung thư được gọi là chất ức chế aromatase. Một số bệnh ung thư vú cần estrogen để phát triển. Những bệnh ung thư có thụ thể estrogen (ER) và được gọi là ER dương tính. Chúng cũng có thể được gọi là đáp ứng estrogen, đáp ứng nội tiết tố hoặc dương tính với thụ thể hoóc môn. Aromatase là một enzyme tổng hợp estrogen. Các chất ức chế Aromatase ngăn chặn sự tổng hợp estrogen. Điều này làm giảm mức estrogen và làm chậm sự phát triển của bệnh ung thư.

## Sử dụng trong y tế
Exemestane được chỉ định để điều trị bổ trợ cho phụ nữ sau mãn kinh bị ung thư vú dương tính với thụ thể estrogen đã nhận được hai đến ba năm tamoxifen và được chuyển sang điều trị nội tiết tố tổng hợp năm năm liên tiếp. Sự chấp thuận của FDA Hoa Kỳ là vào tháng 10 năm 2005.
Exemestane cũng được chỉ định để điều trị ung thư vú tiến triển ở phụ nữ mãn kinh có bệnh tiến triển sau liệu pháp tamoxifen.
Đối với phụ nữ tiền mãn kinh bị ung thư vú dương tính với thụ thể hoóc-môn, điều trị bổ trợ bằng ức chế buồng trứng cộng với chất ức chế aromatase exemestane, so với ức chế buồng trứng cộng với tamoxifen, cung cấp một lựa chọn điều trị mới giúp giảm nguy cơ tái phát. Các thử nghiệm TEXT và SOFT đã chứng minh khả năng sống sót không bị bệnh được cải thiện ở những bệnh nhân được điều trị bằng exemestane và ức chế buồng trứng so với nhóm ức chế tamoxifen và buồng trứng. Phụ nữ tiền mãn kinh bị ức chế buồng trứng hiện có thể được hưởng lợi từ chất ức chế aromatase, một nhóm thuốc mà cho đến nay chỉ được khuyến cáo cho phụ nữ sau mãn kinh.

## Chống chỉ định
Thuốc chống chỉ định ở phụ nữ tiền mãn kinh, tất nhiên bao gồm cả phụ nữ có thai và cho con bú.

## Tác dụng phụ
Các tác dụng phụ phổ biến nhất (hơn 10% bệnh nhân) là bốc hỏa và đổ mồ hôi, điển hình là thiếu hụt estrogen do exemestane gây ra, cũng như mất ngủ, đau đầu và đau khớp. Buồn nôn và mệt mỏi chủ yếu được quan sát thấy ở bệnh nhân ung thư vú tiến triển.
Sự giảm tế bào lympho thỉnh thoảng đã được quan sát thấy ở khoảng 20% bệnh nhân dùng Aromasin, đặc biệt ở những bệnh nhân bị giảm bạch cầu trước đó.
Exemestane có đặc tính androgenic tương tự formestane và có thể tạo ra tác dụng phụ androgen như mụn trứng cá và tăng cân, mặc dù những thứ này thường liên quan đến liều lượng thuốc trị liệu.

## Quá liều
Liều duy nhất lên đến ít nhất 32 lần (800 mg), cũng như trị liệu liên tục với 24 lần (600 mg) liều hàng ngày thông thường được dung nạp tốt. Không có quá liều đe dọa tính mạng được biết đến ở người, nhưng chỉ trong các nghiên cứu trên động vật với liều 2000 đến 4000 lần (điều chỉnh theo diện tích bề mặt cơ thể).

## Tương tác
Exemestane được chuyển hóa bởi enzyme gan CYP3A4. Trong khi chất ức chế CYP3A4 ketoconazole không có tác dụng đáng kể đối với nồng độ exemestane trong một thử nghiệm lâm sàng, thì rifampicin mạnh mẽ CYP3A4 làm giảm đáng kể nồng độ exemenstane khoảng một nửa (AUC −54%, Cmax −41% cho một liều). Các cuộn cảm 3A4 khác như carbamazepine và St John's Wort dự kiến sẽ có tác dụng tương tự.  Sự liên quan lâm sàng của hiệu ứng này chưa được nghiên cứu.
Estrogen có thể làm giảm hiệu quả exemestane:  Nó thường sẽ phản tác dụng để giảm tổng hợp estrogen của cơ thể bằng exemestane và sau đó thay thế estrogen bằng dược phẩm.

## Dược lý

### Cơ chế hoạt động
Exemestane là một chất ức chế aromatase steroid đường uống được sử dụng trong ung thư vú dương tính ER ngoài phẫu thuật và/hoặc phóng xạ ở phụ nữ sau mãn kinh.
Nguồn estrogen chính là buồng trứng ở phụ nữ tiền mãn kinh, trong khi ở phụ nữ sau mãn kinh, hầu hết estrogen của cơ thể được sản xuất thông qua việc chuyển hóa androgen thành estrogen bởi enzyme aromatase trong các mô ngoại biên (ví dụ như mô mỡ như vú) và một số trang web trong não. Estrogen được sản xuất tại địa phương thông qua hoạt động của enzyme aromatase trong các mô ngoại biên nơi nó hoạt động cục bộ. Bất kỳ estrogen lưu hành ở phụ nữ sau mãn kinh cũng như nam giới là kết quả của estrogen thoát khỏi sự trao đổi chất cục bộ và đi vào hệ thống tuần hoàn.
Exemestane là một chất bất hoạt aromatase không thể đảo ngược, loại I, có cấu trúc liên quan đến cơ chất tự nhiên 4-androstenedione. Nó hoạt động như một chất nền giả cho enzyme aromatase, và được xử lý thành chất trung gian liên kết không thể đảo ngược với vị trí hoạt động của enzyme gây ra bất hoạt, một hiệu ứng còn được gọi là " ức chế tự sát ". Bằng cách có cấu trúc tương tự như các mục tiêu enzyme, exemestane liên kết vĩnh viễn với các enzyme, ngăn chúng chuyển đổi androgen thành estrogen.
Các chất ức chế aromatase loại II như anastrozole và letrozole, ngược lại, không phải là steroid và hoạt động bằng cách can thiệp vào heme của aromatase.
Một nghiên cứu được thực hiện trên nam giới trưởng thành trẻ tuổi cho thấy tỷ lệ ức chế estrogen đối với exemestane thay đổi từ 35% đối với estradiol (E2) đến 70% đối với estrone (E1).

### Dược động học
Exemestane nhanh chóng được hấp thụ từ ruột, nhưng trải qua một tác dụng mạnh mẽ đầu tiên trong gan. Nồng độ trong huyết tương cao nhất đạt được sau 1,2 giờ ở bệnh nhân ung thư vú và sau 2,9 giờ ở những người khỏe mạnh. Ức chế aromatase tối đa xảy ra sau hai đến ba ngày. 90% chất được hấp thụ liên kết với protein huyết tương. Enzyme gan CYP3A4 oxy hóa nhóm methylidene ở vị trí 6, và nhóm 17- keto (trên vòng năm thành viên) bị khử bởi aldo-keto khử thành rượu. Trong số các chất chuyển hóa kết quả, 40% được bài tiết qua nước tiểu và 40% qua phân trong vòng một tuần. Các chất ban đầu chỉ chiếm 1% bài tiết qua nước tiểu. Thời gian bán hủy của thiết bị đầu cuối là 24 giờ.

## Hóa học

4-Androstenedione để so sánh

Exemestane được gọi là hóa học là 6-methylideneandrosta-1,4-diene-3,17-dione. Giống như các chất ức chế aromatase formestane và atamestane, exemestane là một steroid có cấu trúc tương tự như 4-androstenedione, chất nền tự nhiên của aromatase. Nó được phân biệt với chất tự nhiên chỉ bởi nhóm methylidene ở vị trí 6 và liên kết đôi bổ sung ở vị trí 1.
Exemestane tinh khiết là một loại bột trắng đến trắng có thể hòa tan trong DMSO đến ít nhất 20   mg/mL. Xoay quang [α] D là +250 đến 300 ° (mỗi g/100   cm³ và decimetre tại 589   bước sóng nm).

## Xã hội và văn hoá

### Tăng cường hiệu suất
Exemestane đã được sử dụng trong doping để tăng nồng độ hormone luteinizing (LH) và hormone kích thích nang trứng (FSH), từ đó làm tăng tỷ lệ nam so với hormone sinh dục nữ và do đó cải thiện hiệu suất. Thuốc cũng chống lại gynecomastia cũng như giữ chất béo và nước sau khi sản xuất aromatase quá mức do pha tạp testosterone.
Cùng với các chất ức chế aromatase khác, exemestane nằm trong danh sách các chất bị cấm của Cơ quan Phòng chống Doping Thế giới.

## Nghiên cứu
Uống exemestane 25   mg/ngày trong 2 năm 3 lần điều trị bổ trợ thường hiệu quả hơn 5 năm dùng tamoxifen liên tục trong điều trị phụ nữ sau mãn kinh với tình trạng thụ thể estrogen dương tính/thụ thể giai đoạn đầu trong một thiết kế tốt     dùng thử. Dữ liệu sơ bộ từ thử nghiệm TEAM nhãn mở so sánh exemestane với tamoxifen được chỉ định vào năm 2009 là exemestane 25   mg/ngày cũng có hiệu quả trong điều trị bổ trợ chính của ung thư vú giai đoạn đầu ở phụ nữ mãn kinh.
Kết quả thử nghiệm giai đoạn III tạm thời vào năm 2011 cho thấy rằng việc bổ sung everolimus vào liệu pháp exemestane chống lại ung thư vú tiến triển có thể cải thiện đáng kể tỷ lệ sống không tiến triển so với chỉ điều trị bằng exemestane.
Một thử nghiệm giai đoạn III đã được báo cáo vào năm 2011, kết luận rằng việc sử dụng exemestane ở phụ nữ sau mãn kinh có nguy cơ mắc ung thư vú làm giảm tỷ lệ mắc ung thư vú xâm lấn. Trong 4.560 phụ nữ, sau 35 tháng, sử dụng exemestane với liều 25   mg/ngày giúp giảm 65% nguy cơ ung thư vú so với giả dược; tỷ lệ mới mắc hàng năm lần lượt là 0,19% và 0,55% (tỷ lệ nguy hiểm: 0,35; KTC 95% [0,18-0,70]; p = 0,002).